# ГЕС Xīnfēngjiāng
ГЕС Xīnfēngjiāng (新丰江水电站) — гідроелектростанція на півдні Китаю у провінції Гуандун. Використовує ресурс із річки Xīnfēngjiāng, правої притоки Дунцзян (східна складова річкової системи Чжуцзян, яка завершується у Південно-Китайському морі між Гуанчжоу та Гонконгом).
В межах проекту річку перекрили бетонною гравітаційною греблею висотою 105 метрів, довжиною 440 метрів та шириною по гребеню 5 метрів. Вона утримує велике водосховище з об'ємом 13,9 млрд м3 та максимальним рівнем поверхні під час повені на позначці 123,6 метра НРМ. В операційному режимі водойма має площу до 370 км2, а її рівень може коливатись між позначками 93,6 та 116 метрів НРМ, чому відповідає корисний об'єм у 6,5 млрд м3. Зарезервований для протиповеневих заходів діапазон між 116 та 123,6 метра НРМ вміщує 3,1 млрд м3.
Пригреблевий машинний зал обладнали чотирма турбінами загальною потужністю 335 МВт, які використовують напір від 58 до 81 метра (номінальний напір 73 метра) та забезпечують виробництво 990 млн кВт-год електроенергії на рік.